# باردينس توركوس
باردانس توركوس الملقب بتوركوس جنرال بيزنطي من أصل أرمني قام بتمرد غير ناجح ضد الإمبراطور نقفور الأول (حكم خلال الأعوام 802-811) في العام 803. وعلى الرغم من موالاته الكبيرة للإمبراطورة البيزنطية أيرين الأثنية إلا أن نقفور الأول عينه قائداً أعلى للجيوش الأناضولية، ومن منصبه هذا شن ثورة في شهر تموز من العام 803 ضد سياسات نقفور الأول المتعلقة بالاقتصاد والدين. توجهت قوات باردانس نحو القسطنطينية ولكنه فشل في كسب الدعم الشعبي هناك وقام بعض أنصاره المهمين بالتخلي عنه ولم يشاركوا في المعركة، مما أدى به للاستسلام وتسليم نفسه، وتقاعد بعدها كراهب في دير قام بتأسيسه، وهناك تمت إصابته بالعمى بناء على أوامر نقفور الأول.